# Unibail-Rodamco-Westfield
Unibail-Rodamco-Westfield, «Унибай-Родамко-Уэстфилд» — французско-нидерландская компания. Штаб-квартира располагается в Париже, Франция. Основное направление деятельности компании — инвестиции в коммерческую недвижимость. Основные активы, которыми управляет компания, сосредоточены в следующих секторах: торговые центры, конгресс-центры, офисная недвижимость.
По состоянию на 2020 год компания является крупнейшим в Европе владельцем коммерческой недвижимости, её рыночная стоимость оценивается в 13,6 млрд долларов. По состоянию на 2021 года входит в базы расчёта фондовых индексов Euro Stoxx 50, AEX и CAC 40.
Компания была образована в июне 2007 года в результате слияния французской компании Unibail и нидерландской Rodamco Europe. В июне 2018 года приобрела австралийского оператора торговых центров Westfield Corporation.

## История
Основателем Unibail была французская финансово-промышленная группа Worms et Cie. Она была создана в 1848 году, первоначально занималась импортом угля, затем расширила деятельность в судостроение, в 1920-х годах была соучредителем Air France. После Второй мировой войны группа занялась финансами и страхованием, сменила название на Banque Worms. В 1968 году было создано подразделение по лизингу недвижимости Union du Credit-Bail Immobilier, сокращённо Unibail. В 1972 году акции Unibail были размещены на Парижской фондовой бирже, таким образом компания стала независимой от Banque Worms. Первоначально Unibail занималась предоставлением кредитов на аренду недвижимости, но со временем начала приобретать собственное портфолио помещений, первый объект был куплен в 1976 году. В 1988 году у Credit Lyonnais была куплена лизинговая компания Sliminco, затем, в 1990 году была куплена компания Pretabail Sicommerce.
В начале 1990-х годов руководство Unibail решило сосредоточиться на скупке торговой и офисной недвижимости; этот рынок находился в глубоком кризисе, что позволяло приобретать объекты по невысокой цене. В 1992 году Unibail избавилась от части кредитов, тогда же была куплена 23-процентная доля в крупнейшем торговом центре Франции Les Quatre Temps. В 1994 году за 3 млрд франков было куплено портфолио недвижимости группы Suez. В следующем году была приобретена компания по управлению недвижимостью Arc Union. Также в 1995 году была куплена компания Espace Expansion, которая занималась строительством и управлением торговыми центрами. В середине 1990-х годов была увеличена доля в Les Quatre Temps до 53 %, а также куплен торговый центр Forum des Halles в I округе Парижа. В 1996 году были куплены два офисных здания в пригородах Парижа (Нёйи-сюр-Сен и Булонь-Бийанкур). Также в 1996 году в Люксембурге было зарегистрировано партнёрство Crossroads Property Investors, в него Unibail и инвесторы из Америки и Азии вложили более 5 млрд франков на приобретение объектов недвижимости во Франции и других странах. В 1998 году была куплена компания Frankoparis, в её владении, в частности, находился один из крупнейших отелей Парижа Pullman Paris Montparnasse Hotel. В 1999 году за 6 млрд франков было куплено портфолио недвижимости группы Vivendi, включая 300 тыс. м² офисных площадей в квартале Дефанс. Эта покупка сделала Unibail одним из крупнейших игроков на рынке недвижимости в Европе. В 2000 году был куплен оператор выставочных центров Paris Expo. В начале 2001 года был куплен торговый центр Nice-Etoile в Ницце.
Rodamco возникла в 1979 году как дочерняя структура компании Robeco. Robeco была создана в 1929 году, когда группа богатых жителей Роттердама решила создать пул для скупки американских акций, обесцененных биржевым крахом в рассчёте на то, что кризис быстро закончится. Хотя ожидания не оправдались, к 1970-м годам Robeco стала одной из крупнейших инвстиционных компаний Европы. В 1970-х годах Robeco начала активно инвестировать в недвижимость в Европе и США, в 1979 году подразделение недвижимости было выделено в компанию Rodamco, её акции были размещены на Амстердамской фондовой бирже. В 1986 году была куплена британская компания Haslemere Estates, а в 1987 году — американская Hexalon. В 1988 году за 2,4 млрд долларов была куплена британская Hammerson Property & Development Corporation. Обвал на рынке недвижимости как в США, так и в Европе в 1990 году сильно ударил по Rodamco, к 1992 году её акции потеряли половину стоимости. Значительную поддержку компании оказал пенсионный фонд госслужащих Нидерландов, купивший значительную долю в Rodamco. Новый капитал позволил начать расширение портфолио недвижимости, особенно в Европе и Азии. В 1999 году Rodamco была разделена на 4 самостоятельные компании, включая Rodamco Europe.
В 2007 году произошло слияние Unibail и Rodamco Europe. В 2008 году Unibail-Rodamco и Парижская торгово-промышленная палата создали 2 совместных предприятия: Viparis (управление 10 выставочными центрами в Париже) и Comexposium (организация выставок, ярмарок и конгрессов). В 2012 году был куплен контрольный пакет акций в немецком операторе торговых центров mfi AG.
В 2018 году была поглощена австралийская Westfield Corporation. Она была основана в 1959 году в Сиднее, с 1977 года начала приобретать торговую недвижимость в США, а в 2000 году вышла на рынок Великобритании.

## Деятельность
Подразделения по состоянию на 2023 год:
- Торговые центры — 72 торговых центра в Европе и США;
- Офисная недвижимость — офисная недвижимость в Париже и пригородах, а также офисная, гостиничная и жилая недвижимость во Франции, США и других странах;
- Конгрессы и выставки — организация конгрессов, выставок и ярмарок в Париже.

По стоимости недвижимости основными рынками для компании являются Франция (34 %), США (20 %), Великобритания (7 %), Центральная Европа (Польша, Чехия и Словакия, 10 %), Германия (8 %), Испания (7 %), Скандинавия (Швеция и Дания, 5 %), Австрия (4 %), Нидерланды (3 %). Общая арендная площадь в собственности компании по состоянию на 2023 год составила 444 тыс. м², из них торговая — 29 %, офисная — 44 %, гостиничная — 8 %, жилая — 19 %.